# Georg von Kleist
Pour les articles homonymes, voir Kleist.
Georg Friedrich von Kleist (né le 25 septembre 1852 à Rheinfeld, arrondissement de Karthaus, et mort le 29 juillet 1923 à Wusseken, arrondissement de Schlawe-en-Poméranie (de)) est un général de cavalerie et homme politique prussien.

## Biographie

### Origine
Georg von Kleist est issu de l'ancienne famille noble de Poméranie von Kleist. Il est le fils du général de division prussien Fedor von Kleist et de sa femme Rosamunde, née von Kleist.

### Carrière militaire
Kleist s'engage initialement dans le 52e régiment d'infanterie (pl) de l'armée prussienne, dans lequel il est promu sous-lieutenant en 1869. Après avoir été blessé à la bataille de Saint-Privat lors de la guerre franco-prussienne, il passe à la cavalerie. Après l'Académie de guerre, il devient premier lieutenant en 1877 puis en 1878 est nommé à l'état-major général. Promu Rittmeister en 1883, il rejoint l'état-major général de la 3e division d'infanterie comme major en 1887 et est en 1892/95 commandant du 3e régiment d'uhlans (pl) à Fürstenwalde. En tant que lieutenant-colonel, il devient le 27 janvier 1895 chef de division au sein de l'état-major secondaire du grand état-major général, puis colonel en 1896 et chef de la division de l'histoire militaire en 1897. En 1899, Kleist devient major général et en 1901, inspecteur de la 1re inspection de la cavalerie. En 1902, il est promu lieutenant-général et l'année suivante, il est nommé commandant de la 38e division d'infanterie à Erfurt. Le 27 janvier 1907, Kleist est promu général de cavalerie pour devenir inspecteur général de cavalerie. En reconnaissance de ses services , Guillaume II lui décerne la Grand-croix de l'ordre de l'Aigle rouge avec des feuilles de chêne et couronne et le met à la suite du 3e régiment d'uhlans le 15 mai 1909. Le 6 avril 1912, Keist est mis à la disposition du 3e régiment d'uhlans en approuvant sa demande de départ avec la pension légale et en le laissant à la disposition du régiment.
Au début de la Première Guerre mondiale, il est nommé le 25 août 1914 général commandant du 23e corps de réserve. Avec ce dernier, Kleist est engagé dans le secteur nord de la 4e armée du duc Albert de Wurtemberg lors de la bataille d'Ypres. Le 19 décembre 1914, il doit quitter son commandement en raison d'une maladie cardiaque.

### Engagement politique
De 1910 à 1918, il est député de la Chambre des seigneurs de Prusse lors de la présentation de la famille poméranienne von Kleist. En 1913, il est membre fondateur et de l'automne 1918 à 1919 président de la "Ligue prussienne", qui milite pour le maintien ou la restauration de la monarchie.

### Propriété
Il est fidéicommissaire au manoir de Wusseken et seigneur de Loeschinghof (pl).

### Famille
Kleist se marie avec Hanna Barbara von Nathusius (de). Le mariage donne naissance à plusieurs enfants, dont:
- Robert Heinrich Feodor (né en 1882), officier prussien
- Heinrich Fedor Bogislaw (né en 1884), officier prussien
- Georg Viktor Ernst Ewald (né en 1887), officier prussien
- Ewald Wilhelm Alexander (né en 1895)
- Barnim Hans Heinrich Eberhard Robert (né en 1897)

## Travaux
- Das Leben des Generalfeldmarschalls Grafen Kleist von Nollendorf. Schindler. Berlin 1887. (PDF; 3,3 MB)
- Die Offizier-Patrouille im Rahmen der strategischen Aufgabe der Kavallerie. 2. Auflage, 1891.
- Manöverinstruktion für den Kavalleristen. Berlin 1895.
- Übersicht über die Teilnahme der Familie von Kleist am (1.) Weltkriege. Wusseken, 1920. (PDF-Datei; 956 kB)

Il est co-auteur du Handbuchs für Heer und Flotte, Enzyklopädie der Kriegswissenschaften und verwandter Gebiete, Berlin, Leipzig, Vienne, Stuttgart 1913